# Francisco Vallejo (intendente)
Francisco Vallejo (Reino de las Españas mediados del siglo XVIII - San Salvador, Capitanía General de Guatemala 1810s) fue un teniente coronel de milicias que se desempeñó interinamente como intendente de San Salvador (en el año de 1804).

## Biografía
Francisco Vallejo nació en el Reino de las Españas a mediados del siglo XVIII. Se dedicaría a la carrera de las armas, alcanzando el rango de teniente coronel; y se trasladaría a residir a la Capitanía General de Guatemala.
El 21 de febrero de 1804, el presidente-gobernador y capitán general de Guatemala Antonio González Mollinedo y Saravia lo nombró como intendente de San Salvador, para que lo desempeñase de manera interina debido a no poder posesión el propietario Luis de Arguedas, y que el intendente interino Luis Martínez Navarrete decidió dejar el puesto (en ambos casos por motivo de salud); dicho nombramiento será aprobado por el monarca español, y quedará asentado el 6 de marzo de ese año; tomando posesión poco tiempo después.
Durante su mandato como intendente, en abril de ese año de 1804, juramentó como asesor letrado a Pedro Barriere (quién a la postre sería el último intendente colonial de esa provincia); además, el 26 de septiembre, los ayuntamientos de San Miguel y San Vicente publicaron un reglamento para que todas las personas que tengan un esclavos estén instruidos en la educación, ocupación y trato que deben tener con sus esclavos durante el tiempo de sus servicios y enfermedades.
Ejercería el cargo de intendente hasta el mes de junio de 1805. Luego de lo cual, probablemente se quedó residiendo en la ciudad de San Salvador; falleciendo por la década de 1810s.